# Sozonivka, raionul Kirovohrad, regiunea Kirovohrad
Sozonivka (în ucraineană Созонівка) este o comună în raionul Kirovohrad, regiunea Kirovohrad, Ucraina, formată numai din satul de reședință.

## Demografie
Componența lingvistică a comunei Sozonivka
     Ucraineană (90,01%)
     Rusă (9,66%)
     Alte limbi (0,1%)
Conform recensământului din 2001, majoritatea populației comunei Sozonivka era vorbitoare de ucraineană (90,01%), existând în minoritate și vorbitori de rusă (9,66%).